# Svéd Egyház

A Svéd Egyház egyházmegyéi (2010-ben)

A Svéd Egyház (svédül: Svenska kyrkan) Svédország evangélikus egyháza. Tevékenységének fókuszában az istentisztelet, az oktatás és képzés, a szeretetszolgálat, valamint a misszió áll. Tagjainak száma mintegy 7 millió fő. 1536-tól 2001-ig a svéd államvallás egyháza volt.

## Szervezet
Az egyház tizenhárom egyházmegyéből áll, amelyeket egy-egy püspök és a vele szorosan együttműködő, demokratikusan választott egyházmegyei tanács irányít. Az egyházat nemzeti és nemzetközi szinten az uppsalai érsek képviseli, és ő nyilatkozik a püspöki kar nevében.
A 251 tagú általános zsinat évente kétszer ülésezik, hogy döntsön az egyházat érintő kérdésekben. Ez a testület választja meg az egyháztanácsot, amelyet az uppsalai országos iroda támogat munkájában.
Országszerte mintegy 3500 templom tartozik az egyházhoz, de külföldön is ellát 45 svéd nyelvű közösséget.

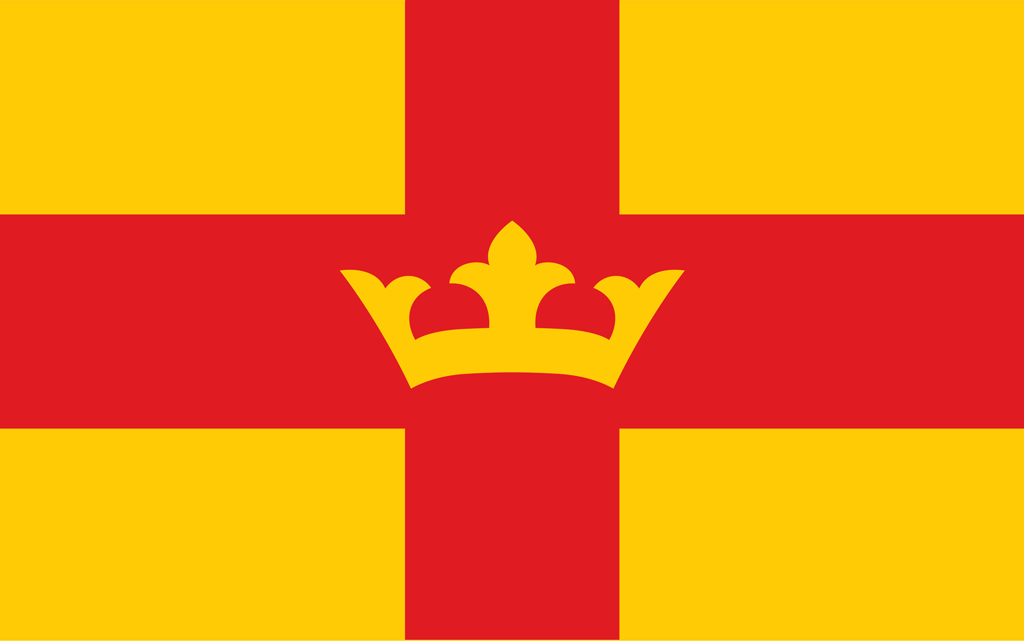
A zászló
A címer

## Nemzetközi kapcsolatok
A svéd egyház tagja az Egyházak Világtanácsának, a Lutheránus Világszövetségnek, a Porvooi Közösségnek valamint számos nemzeti és nemzetközi szövetségnek és együttműködésnek.